# Course en ligne masculine aux championnats du monde de cyclisme sur route 2012
Navigation
Copenhague 2011 Florence 2013
La course en ligne masculine des championnats du monde de cyclisme sur route 2012 a lieu le 23 septembre 2012 à Fauquemont, aux Pays-Bas.

## Participation

### Système de sélection
Les règles de sélection fixées par le Comité directeur de l’UCI le 27 janvier 2012, sont les suivantes :
« Les 10 premières nations au classement UCI WorldTour par nation au 15 août 2012 : chaque nation peut inscrire 14 coureurs, dont 9 partants. Cependant, une nation ayant moins de 9 coureurs classés au classement UCI WorldTour individuel au 15 août 2012 partira avec le nombre de coureurs qu’elle a de classé. Une nation ayant moins de 6 coureurs classés au classement UCI WorldTour partira néanmoins avec 6 coureurs.
Les 2 premières nations du classement par nation de l’UCI Africa Tour au 15 août 2012 sans compter les nations qualifiées via le classement UCI WorldTour : la première nation ainsi qualifiée peut inscrire 9 coureurs, dont 6 partants; la deuxième nation peut inscrire 5 coureurs, dont 3 partants.
Les 5 premières nations du classement par nation de l’UCI America Tour au 15 août 2012 sans compter les nations qualifiées via le classement UCI WorldTour : les première et deuxième nations ainsi qualifiées peuvent inscrire 9 coureurs, dont 6 partants; les 3e, 4e et 5e nations peuvent inscrire 5 coureurs, dont 3 partants.
Les 3 premières nations du classement par nation de l’UCI Asia Tour au 15 août 2012 sans compter les nations qualifiées via le classement UCI WorldTour : la première nation ainsi qualifiée peut inscrire 9 coureurs, dont 6 partants ; les deuxième et troisième nations peuvent inscrire 5 coureurs, dont 3 partants.
Les 16 premières nations au classement par nation de l’UCI Europe Tour au 15 août 2012 sans compter les nations qualifiées via le classement UCI WorldTour : les nations ainsi qualifiées classées 1re à 6e peuvent inscrire 9 coureurs, dont 6 partants; les nations classées 7e à 16e peuvent inscrire 5 coureurs, dont 3 partants.
La première nation du classement par nation de l’UCI Oceania Tour au 15 août 2012 sans compter les nations qualifiées via le classement UCI WorldTour : cette nation ainsi qualifiée peut inscrire 5 coureurs, dont 3 partants.
Chaque nation du classement UCI WorldTour non encore qualifiée ayant :  
- un coureur classé parmi les 100 premiers au classement individuel UCI WorldTour au 15 août 2012 : chaque nation peut inscrire 5 coureurs, dont 3 partants ;
- trois coureurs classés au classement individuel UCI WorldTour au 15 août 2012 : chaque nation peut inscrire 5 coureurs, dont 3 partants ;
- deux coureurs classés au classement individuel UCI WorldTour au 15 août 2012 : chaque nation peut inscrire 3 coureurs, dont 2 partants ;
- un coureur classé au classement individuel UCI WorldTour au 15 août 2012 : chaque nation peut inscrire 2 coureurs, dont 1 partant.

Les nations suivantes des circuits continentaux non encore qualifiées : 
- les nations africaines ayant un coureur parmi les 5 premiers au classement individuel de l’UCI Africa Tour au 15 août 2012 : chaque nation peut inscrire 2 coureurs, dont 1 partant ;
- les nations américaines ayant un coureur parmi les 20 premiers au classement individuel de l’UCI America Tour au 15 août 2012 : chaque nation peut inscrire 2 coureurs, dont 1 partant ;
- les nations asiatiques ayant un coureur parmi les 5 premiers au classement individuel de l’UCI Asia Tour au 15 août 2012 : chaque nation peut inscrire 2 coureurs, dont 1 partant ;
- les nations européennes ayant un coureur parmi les 200 premiers au classement individuel de l’UCI Europe Tour au 15 août 2012 : chaque nation peut inscrire 2 coureurs, dont 1 partant ;
- les nations océaniennes ayant un coureur parmi les 5 premiers au classement individuel de l’UCI Oceania Tour au 15 août 2012 : chaque nation peut inscrire 2 coureurs, dont 1 partant. »

En application de ces règles, les quotas de places par pays sont les suivants :
- les équipes avec 9 coureurs partants sont : l'Espagne, l'Italie, la Grande-Bretagne, la Belgique, l'Australie, les Pays-Bas, les États-Unis et la France ;
- les équipes avec 7 partants sont : la Colombie, l'Allemagne, la Slovénie et la Tchéquie ;
- les équipes avec 6 partants sont : la Slovaquie, la Suisse, le Maroc, l'Argentine, le Japon, la Russie, la Pologne et l'Ukraine ;
- les équipes avec 4 partants sont : le Canada et le Portugal ;
- les équipes avec 3 partants sont : l'Afrique du Sud, le Venezuela, le Brésil, le Kazakhstan, la Malaisie, le Danemark, l'Autriche, la Lettonie, l'Estonie, la Bulgarie, la Croatie, la Suède, la Serbie, la Lituanie, la Grèce, la Nouvelle-Zélande, le Luxembourg, l'Eire, la Norvège et la Biélorussie ;
- les équipes avec 1 seul partant sont : le Costa Rica, l'Algérie, l'Uruguay, la Bolivie, le Chili, la Chine, l'Iran, la Turquie, la Hongrie, la Moldavie et l'Azerbaïdjan.

### Favoris de la course

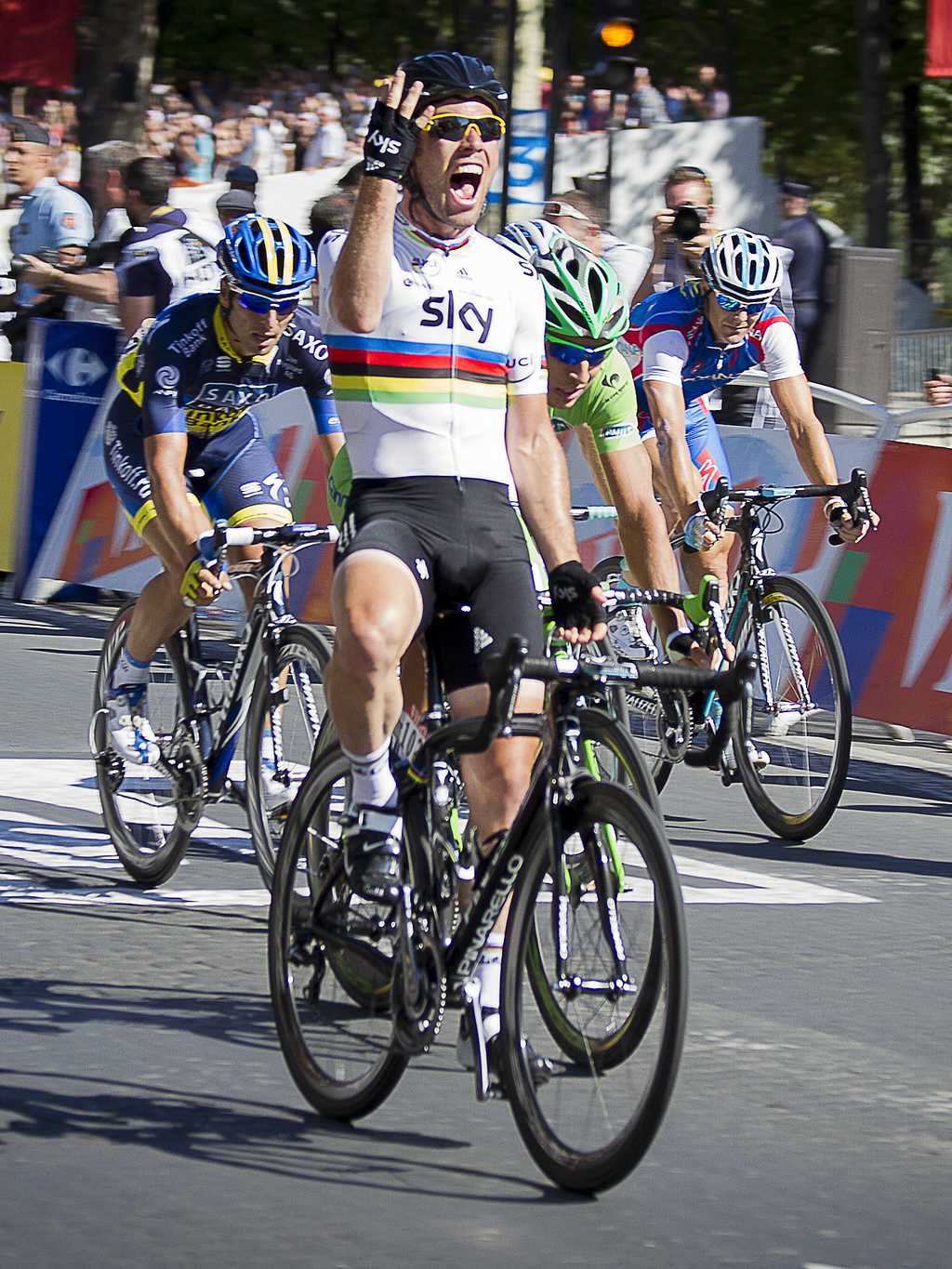
Mark Cavendish essayera de conserver son titre, même si le circuit ne lui convient pas tout à fait.

Il y a plusieurs favoris pour cette course en ligne des championnats du monde de cyclisme sur route 2012. Le Belge Philippe Gilbert, récent vainqueur de 2 étapes sur la vuelta, et deux fois vainqueur de l'Amstel Gold Race, fait figure de principal favori. L'équipe d'Espagne l'est également, avec Óscar Freire, Samuel Sánchez, Alberto Contador, Alejandro Valverde et Joaquim Rodríguez. Sont également cités parmi les favoris le Slovaque Peter Sagan, dernier maillot vert du Tour de France 2012, l'Italien Vincenzo Nibali, l’Australien Simon Gerrans ou encore le Russe Alexandr Kolobnev.

### Principaux coureurs absents
Les principaux absents de cette course en ligne sont le Suisse Fabian Cancellara, qui a mis fin à sa saison en août afin de subir une intervention chirurgicale pour ôter une vis sur sa clavicule blessée plus tôt dans l'année, l'Australien Cadel Evans, champion du monde en 2010, qui a arrêté sa saison au début du mois de septembre pour reposer son genou, le Norvégien Thor Hushovd, qui souffre d'une infection virale depuis le printemps, le Luxembourgeois Andy Schleck, qui n'a pas repris la compétition depuis une chute au Critérium du Dauphiné qui lui a causé une fracture du bassin.

## Classement
|                                    | Coureur                 | Pays        |    | Temps           |
| ---------------------------------- | ----------------------- | ----------- | -- | --------------- |
| Médaille d'or, Coupe du Monde      | Philippe Gilbert        | Belgique    | en | 6 h 10 min 41 s |
| Médaille d'argent, Coupe du Monde  | Edvald Boasson Hagen    | Norvège     | +  | 4 s             |
| Médaille de bronze, Coupe du Monde | Alejandro Valverde      | Espagne     |    | 5 s             |
| 4                                  | John Degenkolb          | Allemagne   |    | 5 s             |
| 5                                  | Lars Boom               | Pays-Bas    |    | 5 s             |
| 6                                  | Allan Davis             | Australie   |    | 5 s             |
| 7                                  | Thomas Voeckler         | France      |    | 5 s             |
| 8                                  | Ramūnas Navardauskas    | Lituanie    |    | 5 s             |
| 9                                  | Sergio Henao            | Colombie    |    | 5 s             |
| 10                                 | Óscar Freire            | Espagne     |    | 5 s             |
| 11                                 | Rui Costa               | Portugal    |    | 5 s             |
| 12                                 | Tom Boonen              | Belgique    |    | 5 s             |
| 13                                 | Oscar Gatto             | Italie      |    | 5 s             |
| 14                                 | Peter Sagan             | Slovaquie   |    | 5 s             |
| 15                                 | Fredrik Kessiakoff      | Suède       |    | 5 s             |
| 16                                 | Koen de Kort            | Pays-Bas    |    | 5 s             |
| 17                                 | Michael Albasini        | Suisse      |    | 5 s             |
| 18                                 | Assan Bazayev           | Kazakhstan  |    | 5 s             |
| 19                                 | Jonathan Tiernan-Locke, | Royaume-Uni |    | 5 s             |
| 20                                 | Lars Petter Nordhaug    | Norvège     |    | 5 s             |
| 21                                 | Simon Gerrans           | Australie   |    | 5 s             |
| 22                                 | Stefan Denifl           | Autriche    |    | 5 s             |
| 23                                 | Rigoberto Urán          | Colombie    |    | 5 s             |
| 24                                 | Daniel Moreno           | Espagne     |    | 5 s             |
| 25                                 | Greg Van Avermaet       | Belgique    |    | 5 s             |
| 26                                 | Björn Leukemans         | Belgique    |    | 5 s             |
| 27                                 | Fabian Wegmann          | Allemagne   |    | 5 s             |
| 28                                 | Alexandr Kolobnev       | Russie      |    | 5 s             |
| 29                                 | Vincenzo Nibali         | Italie      |    | 5 s             |
| 30                                 | André Cardoso           | Portugal    |    | 17 s            |
| 31                                 | Andriy Grivko           | Ukraine     |    | 17 s            |
| 32                                 | Robert Gesink           | Pays-Bas    |    | 17 s            |
| 33                                 | Daniel Martin           | Irlande     |    | 17 s            |
| 34                                 | Nicolas Roche           | Irlande     |    | 17 s            |
| 35                                 | Jürgen Roelandts        | Belgique    |    | 17 s            |
| 36                                 | Ian Stannard            | Royaume-Uni |    | 53 s            |
| 37                                 | Paul Martens            | Allemagne   |    | 53 s            |
| 38                                 | Alberto Contador        | Espagne     |    | 53 s            |
| 39                                 | Joaquim Rodríguez       | Espagne     |    | 53 s            |
| 40                                 | Yury Trofimov           | Russie      |    | 1 min 1 s       |
| 41                                 | Samuel Sánchez          | Espagne     |    | 1 min 37 s      |
| 42                                 | David Tanner            | Australie   |    | 1 min 37 s      |
| 43                                 | Andrew Talansky         | États-Unis  |    | 1 min 54 s      |
| 44                                 | Rene Mandri             | Estonie     |    | 2 min 21 s      |
| 45                                 | Gustav Larsson          | Suède       |    | 2 min 21 s      |
| 46                                 | Marek Rutkiewicz        | Pologne     |    | 2 min 21 s      |
| 47                                 | Carlos Betancur         | Colombie    |    | 2 min 21 s      |
| 48                                 | Bauke Mollema           | Pays-Bas    |    | 2 min 21 s      |
| 49                                 | Rafael Andriato         | Brésil      |    | 2 min 21 s      |
| 50                                 | Michael Schär           | Suisse      |    | 2 min 21 s      |
| 51                                 | Gatis Smukulis          | Lettonie    |    | 2 min 21 s      |
| 52                                 | Chris Anker Sørensen    | Danemark    |    | 2 min 21 s      |
| 53                                 | Jarosław Marycz         | Pologne     |    | 2 min 21 s      |
| 54                                 | Takashi Miyazawa        | Japon       |    | 2 min 21 s      |
| 55                                 | Karsten Kroon           | Pays-Bas    |    | 2 min 21 s      |
| 56                                 | Tom-Jelte Slagter       | Pays-Bas    |    | 2 min 21 s      |
| 57                                 | Sylvain Chavanel        | France      |    | 2 min 21 s      |
| 58                                 | Radoslav Rogina         | Croatie     |    | 2 min 21 s      |
| 59                                 | Jan Bárta               | Tchéquie    |    | 2 min 21 s      |
| 60                                 | Ben Swift               | Royaume-Uni |    | 2 min 21 s      |
| 61                                 | Michał Gołaś            | Pologne     |    | 2 min 21 s      |
| 62                                 | Jempy Drucker           | Luxembourg  |    | 2 min 21 s      |
| 63                                 | Mathias Frank           | Suisse      |    | 2 min 21 s      |
| 64                                 | Alex Howes              | États-Unis  |    | 2 min 21 s      |
| 65                                 | Vladimir Gusev          | Russie      |    | 2 min 21 s      |
| 66                                 | Niki Terpstra           | Pays-Bas    |    | 2 min 21 s      |
| 67                                 | Steve Morabito          | Suisse      |    | 2 min 21 s      |
| 68                                 | Winner Anacona          | Colombie    |    | 2 min 21 s      |
| 69                                 | Nairo Quintana          | Colombie    |    | 2 min 21 s      |
| 70                                 | Steve Cummings          | Royaume-Uni |    | 2 min 21 s      |
| 71                                 | Sérgio Paulinho         | Portugal    |    | 2 min 21 s      |
| 72                                 | Simon Geschke           | Allemagne   |    | 2 min 21 s      |
| 73                                 | Heinrich Haussler       | Australie   |    | 2 min 21 s      |
| 74                                 | Moreno Moser            | Italie      |    | 2 min 34 s      |
| 75                                 | Luca Paolini            | Italie      |    | 2 min 46 s      |
| 76                                 | Rinaldo Nocentini       | Italie      |    | 2 min 46 s      |
| 77                                 | Marco Marcato           | Italie      |    | 2 min 46 s      |
| 78                                 | Simon Clarke            | Australie   |    | 2 min 53 s      |
| 79                                 | Johannes Fröhlinger     | Allemagne   |    | 2 min 53 s      |
| 80                                 | Christian Knees         | Allemagne   |    | 2 min 53 s      |
| 81                                 | Juan Antonio Flecha     | Espagne     |    | 2 min 53 s      |
| 82                                 | Borut Božič             | Slovénie    |    | 2 min 53 s      |
| 83                                 | David Veilleux          | Canada      |    | 2 min 53 s      |
| 84                                 | Mickaël Delage          | France      |    | 2 min 53 s      |
| 85                                 | Diego Ulissi            | Italie      |    | 2 min 53 s      |
| 86                                 | Eduard Vorganov         | Russie      |    | 2 min 53 s      |
| 87                                 | Oleksandr Polivoda      | Ukraine     |    | 3 min 11 s      |
| 88                                 | Luke Rowe               | Royaume-Uni |    | 5 min 46 s      |
| 89                                 | Vladimir Isaychev       | Russie      |    | 5 min 46 s      |
| 90                                 | Gianni Meersman         | Belgique    |    | 8 min 10 s      |
| 91                                 | Matej Jurčo             | Slovaquie   |    | 8 min 55 s      |
| 92                                 | Carlos Oyarzún          | Chili       |    | 8 min 55 s      |
| 93                                 | Aliaksandr Kuschynski   | Biélorussie |    | 8 min 55 s      |
| 94                                 | Siarhei Papok           | Biélorussie |    | 8 min 55 s      |
| 95                                 | Stefan Hristov          | Bulgarie    |    | 8 min 55 s      |
| 96                                 | Evaldas Šiškevičius     | Lituanie    |    | 8 min 55 s      |
| 97                                 | Carlos José Ochoa       | Venezuela   |    | 8 min 55 s      |
| 98                                 | Taylor Phinney          | États-Unis  |    | 8 min 55 s      |
| 99                                 | Péter Kusztor           | Hongrie     |    | 8 min 55 s      |
| 100                                | Bert-Jan Lindeman       | Pays-Bas    |    | 8 min 55 s      |
| 101                                | Przemysław Niemiec      | Pologne     |    | 8 min 55 s      |
| 102                                | Jacek Morajko           | Pologne     |    | 8 min 55 s      |
| 103                                | Brent Bookwalter        | États-Unis  |    | 8 min 55 s      |
| 104                                | František Raboň         | Tchéquie    |    | 8 min 55 s      |

|     | Coureur                     | Pays             |    | Temps       |
| --- | --------------------------- | ---------------- | -- | ----------- |
| 105 | Ronan McLaughlin            | Irlande          | en | 8 min 55 s  |
| 106 | Matthias Brändle            | Autriche         |    | 8 min 55 s  |
| 107 | Milan Kadlec                | Tchéquie         |    | 8 min 55 s  |
| 108 | Ryder Hesjedal              | Canada           |    | 8 min 55 s  |
| 109 | Georgi Georgiev Petrov      | Bulgarie         |    | 8 min 55 s  |
| 110 | François Parisien           | Canada           |    | 8 min 55 s  |
| 111 | Marcus Burghardt            | Allemagne        |    | 8 min 55 s  |
| 112 | Thomas Lövkvist             | Suède            |    | 8 min 55 s  |
| 113 | Leopold König               | Tchéquie         |    | 8 min 55 s  |
| 114 | Tanel Kangert               | Estonie          |    | 8 min 55 s  |
| 115 | Jure Kocjan                 | Slovénie         |    | 8 min 55 s  |
| 116 | Zdeněk Štybar               | Tchéquie         |    | 8 min 55 s  |
| 117 | Kristijan Đurasek           | Croatie          |    | 8 min 55 s  |
| 118 | Jacques Janse van Rensburg  | Afrique du Sud   |    | 8 min 55 s  |
| 119 | Laurens ten Dam             | Pays-Bas         |    | 8 min 55 s  |
| 120 | Matteo Trentin              | Italie           |    | 9 min 44 s  |
| 121 | Andrey Amador               | Costa Rica       |    | 10 min 23 s |
| 122 | Jonathan Castroviejo        | Espagne          |    | 10 min 23 s |
|     | Jakob Fuglsang              | Danemark         |    | abandon     |
|     | Kristjan Koren              | Slovénie         |    | abandon     |
|     | Janez Brajkovič             | Slovénie         |    | abandon     |
|     | Grega Bole                  | Slovénie         |    | abandon     |
|     | Vasil Kiryienka             | Biélorussie      |    | abandon     |
|     | Sergey Firsanov             | Russie           |    | abandon     |
|     | Dmitriy Muravyev            | Kazakhstan       |    | abandon     |
|     | Dario Cataldo               | Italie           |    | abandon     |
|     | Pablo Lastras               | Espagne          |    | abandon     |
|     | Rein Taaramäe               | Estonie          |    | abandon     |
|     | Jay Robert Thomson          | Afrique du Sud   |    | abandon     |
|     | Wesley Sulzberger           | Australie        |    | abandon     |
|     | Adam Hansen                 | Australie        |    | abandon     |
|     | Jérôme Coppel               | France           |    | abandon     |
|     | Vincent Jérôme              | France           |    | abandon     |
|     | Yukiya Arashiro             | Japon            |    | abandon     |
|     | Christopher Horner          | États-Unis       |    | abandon     |
|     | Tejay van Garderen          | États-Unis       |    | abandon     |
|     | Tony Gallopin               | France           |    | abandon     |
|     | Kevin De Weert              | Belgique         |    | abandon     |
|     | Ignatas Konovalovas         | Lituanie         |    | abandon     |
|     | Gabriel Rasch               | Norvège          |    | abandon     |
|     | Jonathan Monsalve           | Venezuela        |    | abandon     |
|     | Maxime Bouet                | France           |    | abandon     |
|     | Martin Grashev              | Bulgarie         |    | abandon     |
|     | Grégory Rast                | Suisse           |    | abandon     |
|     | Oliver Zaugg                | Suisse           |    | abandon     |
|     | Bruno Pires                 | Portugal         |    | abandon     |
|     | Roman Kreuziger             | Tchéquie         |    | abandon     |
|     | Miguel Ángel Rubiano        | Colombie         |    | abandon     |
|     | Fabio Duarte                | Colombie         |    | abandon     |
|     | Arthur Vichot               | France           |    | abandon     |
|     | Richie Porte                | Australie        |    | abandon     |
|     | Timothy Duggan              | États-Unis       |    | abandon     |
|     | Michael Matthews            | Australie        |    | abandon     |
|     | Ying Hon Yeung              | Hong Kong        |    | abandon     |
|     | Johan Vansummeren           | Belgique         |    | abandon     |
|     | Matthew Busche              | États-Unis       |    | abandon     |
|     | Vladimir Miholjević         | Croatie          |    | abandon     |
|     | Marko Kump                  | Slovénie         |    | abandon     |
|     | Fabricio Ferrari            | Uruguay          |    | abandon     |
|     | Julian Dean                 | Nouvelle-Zélande |    | abandon     |
|     | Yaroslav Popovych           | Ukraine          |    | abandon     |
|     | Reinardt Janse van Rensburg | Afrique du Sud   |    | abandon     |
|     | Vitaliy Buts                | Ukraine          |    | abandon     |
|     | Denys Kostyuk               | Ukraine          |    | abandon     |
|     | Daniel Schorn               | Autriche         |    | abandon     |
|     | Aleksandr Dyachenko         | Kazakhstan       |    | abandon     |
|     | Luka Mezgec                 | Slovénie         |    | abandon     |
|     | Hayden Roulston             | Nouvelle-Zélande |    | abandon     |
|     | Fumiyuki Beppu              | Japon            |    | abandon     |
|     | Lucas Euser                 | États-Unis       |    | abandon     |
|     | Jorge Martín Montenegro     | Argentine        |    | abandon     |
|     | Dmytro Krivtsov             | Ukraine          |    | abandon     |
|     | Juraj Sagan                 | Slovaquie        |    | abandon     |
|     | Maroš Kováč                 | Slovaquie        |    | abandon     |
|     | Tomasz Marczyński           | Pologne          |    | abandon     |
|     | Alexandr Pliuschin          | Moldavie         |    | abandon     |
|     | Ben Gastauer                | Luxembourg       |    | abandon     |
|     | Jérémy Roy                  | France           |    | abandon     |
|     | Peter Velits                | Slovaquie        |    | abandon     |
|     | Matti Breschel              | Danemark         |    | abandon     |
|     | Christopher Froome          | Royaume-Uni      |    | abandon     |
|     | Bradley Wiggins             | Royaume-Uni      |    | abandon     |
|     | Jesse Sergent               | Nouvelle-Zélande |    | abandon     |
|     | Tomás Gil                   | Venezuela        |    | abandon     |
|     | Stanislav Kozubek           | Tchéquie         |    | abandon     |
|     | Maximiliano Richeze         | Argentine        |    | abandon     |
|     | Dries Devenyns              | Belgique         |    | abandon     |
|     | Laurent Didier              | Luxembourg       |    | abandon     |
|     | Josué Moyano                | Argentine        |    | abandon     |
|     | Shinichi Fukushima          | Japon            |    | abandon     |
|     | Yukihiro Doi                | Japon            |    | abandon     |
|     | Alex Dowsett                | Royaume-Uni      |    | abandon     |
|     | Aleksejs Saramotins         | Lettonie         |    | abandon     |
|     | Mauricio Muller             | Argentine        |    | abandon     |
|     | Hichem Chaabane             | Maroc            |    | abandon     |
|     | Mark Cavendish              | Royaume-Uni      |    | abandon     |
|     | Yusuke Hatanaka             | Japon            |    | abandon     |
|     | Amir Rusli                  | Malaisie         |    | abandon     |
|     | Svein Tuft                  | Canada           |    | abandon     |
|     | Loh Sea Keong               | Malaisie         |    | abandon     |
|     | Martin Velits               | Slovaquie        |    | abandon     |
|     | Nebojša Jovanović           | Serbie           |    | abandon     |
|     | Elchin Asadov               | Azerbaïdjan      |    | abandon     |

## Déroulement de la course
Un premier groupe de onze coureurs, sort au km 52 et compte jusqu'à 5 minutes 50 secondes d'avance, au km 90. Cette avance est réduite par la chasse des Britanniques, en particulier de Mark Cavendish, qui a sacrifié ses maigres chances de garder son titre au point d'abandonner. Puis neuf contre-attaquants, emmenés par Juan Antonio Flecha, tentent leur chance au km 139. Enfin Alberto Contador lance une attaque lors de la cinquième montée du Cauberg, dans laquelle se glisse Thomas Voeckler.
Ensuite, ces trois groupes ont été rassemblés en un seul, comprenant 29 coureurs, au km 185. Poursuivi par les Belges, et malgré le travail de Jérôme Coppel et Maxime Bouet en tête, son avance n'excède jamais la minute et il est absorbé dans un reste de peloton d'une cinquantaine de coureurs à deux tours (32 km) de la fin. L'essentiel des favoris est alors réuni. Après plusieurs tentatives de sorties vite avortées (Vincenzo Nibali, Daniel Moreno), ce groupe se retrouve groupé à Valkenburg. L'équipe d'Italie mène le rythme au pied du Cauberg. Dans l'ascension, Philippe Gilbert attaque. Il creuse un écart sur tous ses adversaires qui se regardent sur le faux-plat suivant le sommet et peut ensuite savourer sa victoire sur la ligne droite d'arrivée.